# Krimpfolie

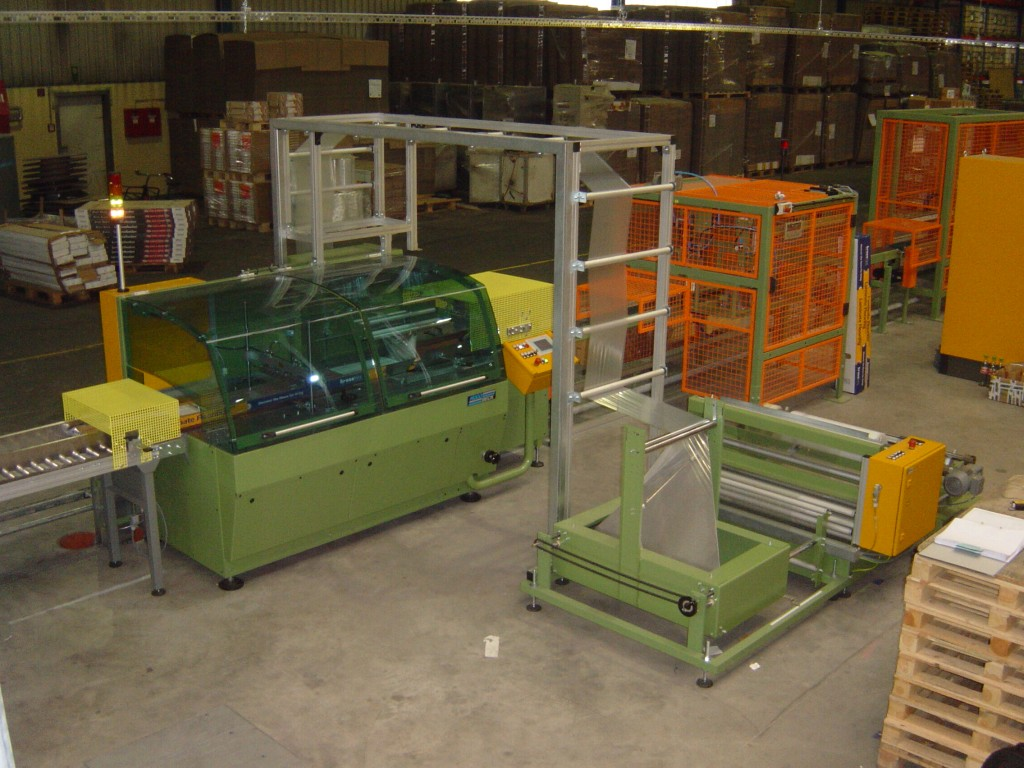
Een machine om voorwerpen in te pakken in krimpfolie

Krimpfolie is een transparante plastic film om materiaal te verpakken. Bij verhitting krimpt de folie strak om het verpakte materiaal.
Krimpfolie wordt gebruikt om bijvoorbeeld dozen, blikjes of beladen pallets te verpakken. De krimpfolie wordt over of om het te verpakken materiaal aangebracht, vaak met automatische apparatuur. Het geheel wordt dan door een verwarmde tunnel of oven geleid om de folie te laten krimpen. Heteluchtpistolen worden ook wel gebruikt voor de kleinere verpakkingen.
Het meest gebruikte materiaal voor krimpfolie is polyolefin (polyethyleen of polypropyleen). Het is verkrijgbaar in diverse dikten, sterkten en krimpverhoudingen. Ook polyvinylchloride wordt wel gebruikt.
Op bouwplaatsen wordt veelvuldig gebruikgemaakt van krimpfolie. Om met slecht weer door te kunnen werken worden er kappen boven op de steiger gemonteerd die worden verpakt in krimpfolie. Zelfs hele panden worden in krimpfolie verpakt.

## Vergelijkbaar met krimpfolie
Een enigszins vergelijkbaar materiaal als krimpfolie is krimpkous waarmee met name elektrische, maar ook mechanische verbindingen kunnen worden gemaakt, geïsoleerd en beschermd. Echter, zowel de fabricage als de technische werking van beide materialen verschilt in belangrijke opzichten, als voorbeeld krimpt krimpfolie in alle oppervlakterichtingen en oefent het een grotere kracht uit op het omslotene. Krimpfolie dient ook niet verward te worden met kunststof wikkelfolie, waarmee bijvoorbeeld hooi of stro in blokken of rollen wordt verpakt.

## Fabricage
Tijdens het fabricageproces van de folie worden de moleculen van de te vormen kunststof in een polymere toestand gedwongen. De lange, dunne moleculen die daarbij gevormd worden, komen netjes evenwijdig aan elkaar te liggen. Wanneer dit polymeer wordt blootgesteld aan een hoge temperatuur, gaan de moleculen meer en sneller tegen elkaar aan bewegen wat uiteindelijk tot resultaat heeft dat de lange, dunne polymeren terugkeren naar hun oorspronkelijke – warrige – toestand. De dunne polymeermoleculen raken strak in elkaar gewikkeld en het volume van het plastic neemt daardoor sterk af. Dit manifesteert zich als het 'krimpen' van de folie.